# وضعية الانبطاح

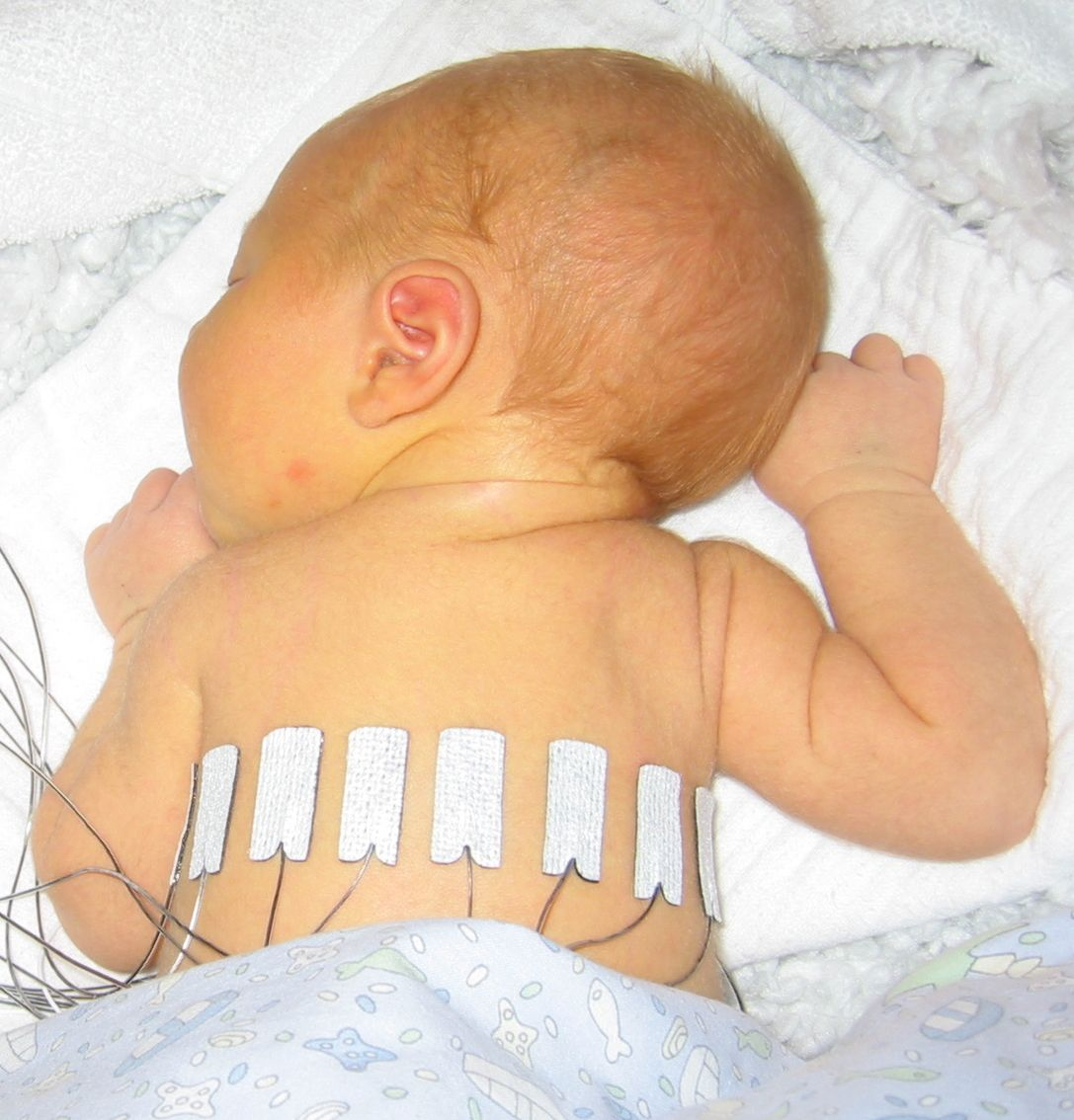
طفل حديث الولادة يوضع في وضعية الانبطاح باستخدام أقطاب كهربائية للتصوير المقطعي للمعاوقة الكهربائية لتقييم التأثير على تهوية الرئة

وضعية الانبطاح وضع المريض على بطنه ويستعمل هذا في علاج المرضى في العناية المركزة الذين يعانون من متلازمة الضائقة التنفسية الحادة. وعند انتشار وباء كورونا استعمل مع أقنعة الأكسجين وضغط مجرى الهواء الإيجابي المستمر وسيلة لتسهيل التنفس.